# هاري ك. ووكر
هاري ك. ووكر (بالإنجليزية: Harry C. Walker)‏ هو محامي وسياسي أمريكي، ولد في 18 مارس 1873 في الولايات المتحدة، وتوفي في 2 نوفمبر 1932.